# 建溢集團
建溢集團有限公司，簡稱建溢集團（英語：Kin Yat Holdings Limited，港交所：0638），於1981年由鄭楚傑（主席）創立名為「建溢實業有限公司」。
現時業務香港、國內和全球經營生產及銷售機械人吸塵機、電器及電子產品、電子玩具、摩打、醫療及健康產品、物料開發和房地產，總部位於香港九龍新蒲崗六合街25-27號嘉時工廠大廈7字樓。
該股份則在1997年5月1日（當時香港還沒有國際勞動節假期）於香港聯合交易所主板上市。2024年由RESPLENDENT GLOBAL LIMITED根據《公司法》第99條以協議安排方式將建溢集團有限公司私有化；並自2024年8月23日（星期五）下午4時正起撤銷上市地位。

## 連結
- 官方网站
- 旗下電器及電子產品業務 （页面存档备份，存于）
- 旗下摩打業務 （页面存档备份，存于）
- 旗下醫療及健康產品的獨家總代理 （页面存档备份，存于）
- Kin Yat Health香港總代理的Facebook專頁